# Serp (internet)
Serp (förkortning av Search engine results page) är den resultatsida som en söktjänst på internet visar när en användare gör en sökning på olika sökord. Resultatet är vanligen en lista med webbsidor som matchar sökorden, och brukar innehålla webbsidans titel, en länk till sidan och en kort beskrivning som visar var sökorden matchar sidan. Termen Serp kan användas antingen för en enstaka resultatsida eller för samtliga länkar som söktjänsten returnerar.
Varje Serp är unik, oftast även för sökningar som görs på samma söktjänst med identiska sökord. Detta beror på att så gott som alla söktjänster anpassar resultatet efter användaren baserat på en rad olika faktorer förutom själva sökorden. Det kan exempelvis vara användarens geografiska plats, webbhistorik och inställningar på sociala medier. En Serp innehåller oftast två olika typer av innehåll - det faktiska sökresultat genererat av söktjänstens algoritm och resultat från betalande annonsörer. Genom Sökmotoroptimering kan man optimera en webbplats och dess innehåll så att den kommer så högt upp som möjligt i Serpen och därför får fler besökare.